# Rivière Duprat
Rivière Duprat är ett vattendrag i Kanada.   Det ligger i provinsen Québec, i den sydöstra delen av landet, 400 km nordväst om huvudstaden Ottawa.
I omgivningarna runt Rivière Duprat växer i huvudsak blandskog. Runt Rivière Duprat är det ganska glesbefolkat, med 42 invånare per kvadratkilometer.